# Protocrea farinosa
Protocrea farinosa är en svampart som först beskrevs av Berk. & Broome, och fick sitt nu gällande namn av Petch 1937. Protocrea farinosa ingår i släktet Protocrea och familjen Hypocreaceae.  Arten är reproducerande i Sverige. Inga underarter finns listade i Catalogue of Life.